# Tomasz Frankowski
Tomasz Frankowski (Białystok, 1974. augusztus 16. –) lengyel válogatott labdarúgó.
Frankowski legnagyobb sikerét a lengyel Wisła Krakówban érte el. Játszott még Franciaországban, Japánban, Spanyolországban, Angliában és az Egyesült Államokban.
A lengyel válogatottban 22 alkalommal szerepelt, és tíz gólt szerzett. Nyugdíjazása után 2019-ben beválasztották az Európai Parlamentbe a Polgári Platform képviselőjévé.

## Sikerei, díjai
RC Strasbourg
- Intertotó-kupa: 1995

Wisła Kraków
- Lengyel bajnoki aranyérmes: 1999–00, 2000–01, 2002–03, 2003–04, 2004–05,
- Lengyel kupa-döntős: 2001–02
- Lengyel bajnokság gólkirálya: 1998–99 (21 gól), 2000–01 (19 gól), 2004–05 (25 gól),

Jagiellonia Białystok
- Lengyel kupa-győztes: 2009–10
- Lengyel szuperkupa-győztes: 2009–10
- Lengyel bajnokság gólkirálya: 2010–11 (14 gól),

### Válogatottban
| Lengyelország | Lengyelország | Lengyelország |
| Év            | Mérk.         | Gólok         |
| ------------- | ------------- | ------------- |
| 1999          | 2             | 0             |
| 2000          | 2             | 1             |
| 2004          | 3             | 2             |
| 2005          | 10            | 7             |
| 2006          | 5             | 0             |
| Összesen      | 22            | 10            |